# ياروليآباد (مقاطعة دلفان)
ياروليآباد (بالفارسية: یارولی‌آباد) هي قرية تقع في قسم ايتيوند الشمالي الريفي (مقاطعة دلفان) في إيران. يقدر عدد سكانها بـ 373 نسمة بحسب إحصاء 2016.